# 国際連合安全保障理事会決議142
国際連合安全保障理事会決議142（こくさいれんごうあんぜんほしょうりじかいけつぎ142、英: United Nations Security Council Resolution 142, UNSCR142）は、1960年7月7日に国際連合安全保障理事会で全会一致で採択された決議である。コンゴ共和国（現在のコンゴ民主共和国）の国連加盟申請を検討し、同国の加盟承認を総会に勧告した。